# لئاندرو رینادو
لئاندرو رینادو (انگلیسی: Leandro Rinaudo؛ زادهٔ ۹ مهٔ ۱۹۸۳) بازیکن فوتبال اهل ایتالیا است.
از باشگاه‌هایی که در آن بازی کرده‌است می‌توان به باشگاه فوتبال ویچنزا، باشگاه فوتبال ویرتوس انتلا، باشگاه فوتبال یوونتوس، باشگاه فوتبال سالرنیتانا، باشگاه فوتبال باری، باشگاه فوتبال روبور سیه‌نا، باشگاه فوتبال چزنا، باشگاه فوتبال لیورنو، باشگاه فوتبال نووارا، باشگاه فوتبال پالرمو، باشگاه فوتبال ناپولی، و باشگاه فوتبال وارزه اشاره کرد.
وی همچنین در تیم ملی فوتبال Italy U21 B بازی کرده‌است.